# Cyatholipus tortilis
Cyatholipus tortilis är en spindelart som beskrevs av Griswold 1987. Cyatholipus tortilis ingår i släktet Cyatholipus och familjen Cyatholipidae. Inga underarter finns listade i Catalogue of Life.